# Julius Meyer (Chemiker)
Adolf Julius Meyer (* 12. Januar 1876 in Berßel; † 6. Oktober 1960 in Clausthal-Zellerfeld) war ein deutscher Chemiker, der sich als „Vater des Gaskampfes“ empfand.

## Leben
Julius Meyer kam am 12. Januar 1876 in Berßel als Sohn des aus Detmold stammenden Kaufmanns Julius Meyer senior und der gebürtigen Bückeburgerin Mathilde geborene Niemeyer zur Welt. Meyer nahm 1896 das Studium der Chemie in Berlin auf, setzte es ein Jahr später in Göttingen fort, ehe er 1900 als Schüler von Otto Wallach zum Dr. phil. promoviert wurde. Nach seiner 1903 erfolgten Habilitation wurde Meyer als Privatdozent an die Universität Breslau bestellt. In der Folge war er von 1906 bis 1908 als Assistent an der Universität München, anschließend bis 1910 als Mitarbeiter am Kaiserlichen Gesundheitsamt in Berlin tätig, ehe er 1911 als Assistent an die Universität Breslau zurückkehrte.
Während des Ersten Weltkrieges wirkte Meyer einerseits an der Heeresgasschule, andererseits beteiligte er sich als Bataillonskommandant am Fronteinsatz von Gaswaffen. 1919 erfolgte seine Ernennung zum außerordentlichen Professor, 1921 zum ordentlichen Professor für Anorganische Chemie in Breslau. Zusätzlich wurde ihm 1935 das Ordinariat für Anorganische Chemie an der TH Breslau übertragen. Nachdem er 1945 nach Clausthal-Zellerfeld übersiedelt war, erhielt er die Professur für Anorganische und Analytische Chemie an der dortigen Bergakademie. 1951 wurde Meyer durch die Verleihung der Gedenkmedaille der TH Wrocław geehrt.
Julius Meyer war zweimal verheiratet. Er war Vater einer Tochter sowie zweier Söhne aus erster Ehe. Meyer verstarb am 6. Oktober 1960 im 85. Lebensjahr in Clausthal-Zellerfeld.

## Wirken
Im Rahmen seiner wissenschaftlichen Tätigkeit forschte Julius Meyer vor allem auf dem Gebiet der anorganischen und physikalischen Chemie, wobei seine  Untersuchungen über den negativen Druck in Flüssigkeiten, anno 1911, breite Beachtung fanden. Zudem steuerte er zahlreiche Bestimmungen von Atommassen sowie Arbeiten über die Hydratation in wässrigen Lösungen bei.
Daneben trat Meyer mit umfangreichen Arbeiten zu den chemischen Eigenschaften von Chalkogenen hervor, wobei es ihm gelang, die Einwirkung von Sauerstoff auf Dithionite aufzuklären sowie die Kenntnis der Chemie des Selens und Tellurs wesentlich zu erweitern. Überdies untersuchte er das chemische Verhalten verschiedener Übergangselemente, unter anderem von Vanadium, Kobalt, Uran und Rhodium, insbesondere aber von Mangan.
Auf chemisch-technischem Gebiet erwarb sich Meyer Verdienste um die Entwicklung eines porösen Leichtbetons. Julius Meyer genoss großes Ansehen als Hochschullehrer wegen seiner ausgezeichneten Vorlesungen und seines Engagements bei Unterweisungen im Laboratorium.
Noch zu Lebzeiten wurde Meyer mit Kritik begegnet, da seine fachlichen Erkenntnisse nicht zuletzt während der Kampfhandlungen des Ersten Weltkriegs zu negativer Wirkung für die Gesundheit von Menschen geführt hatten:

„Von den deutschen Gelbgasangriffen, bei denen die Truppen selbst und nicht als leere Terrain beschossen wurden, gibt ja Professor Meyer selber an: »Die Wirkung des Gelbkreuzes in der Flandernschlacht von 1917 steigerte sich mehr und mehr, und es kam wiederholt vor, daß der Gegner froh war, wenn er ein Viertel seiner Mannschaft unbeschädigt halten konnte.« Die drei Viertel anderen, die Beschädigten also, mögen sich dafür mit seiner berühmten Umschreibung der Senfgaswirkung getröstet haben, die also lautet: »Die Verwundungen sind an und für sich nicht tödlich, werden es aber häufig dadurch, dass der Atmungsprozeß in der Lunge unterbunden wird.« Das heißt also, wenn man jemandem die Kehle zuschnürt, so ist das an und für sich nicht tödlich. Man stirbt nur, weil man nicht mehr atmen kann! – und die Ehre des Senfgases ist gerettet.“

## Schriften
- Der Gaskampf und die chemischen Kampfstoffe, 1925, 3. Auflage, 1938.
- Einführung in die Chemie für Studierende technischer Berufe, 1939, 4. Auflage, 1948.